# Надтока Олександр Михайлович
Олекса́ндр Миха́йлович Надто́ка (22 листопада 1971, Райполе, Межівський район, Дніпропетровська область) — кандидат історичних наук, доцент.
Закінчив історичний факультет Донецького державного університету (1993 р.) та аспірантуру Київського національного університету імені Тараса Шевченка (2000 р.). Працює на посаді доцента кафедри давньої та нової історії України Київського національного університету імені Тараса Шевченка.
В рамках політичної діяльності на початку 1990-х рр. став одним із засновників Донецької крайової філії УНА-УНСО й очолював цю організацію в м. Донецьку. В.о. голови оргкомітету громадського об'єднання «Форум державницької інтелігенції».

## Наукова діяльність
Автор понад 30 наукових і навчально-методичних публікацій з історії України й міжнародних відносин.

## Педагогічна діяльність
Розробив курси:
- Історія України (XIX ст.)
- Українське національне відродження (кін. XVIII — поч. XX ст.)
- Православна церква в Україні (XIX — поч. XX ст.)
- Історія цивілізацій
- Всесвітня історія (країни Азії, Африки та Латинської Америки)
- Міжнародні відносини
- Зовнішня політика країн Сходу (кінець XX — поч. XXI ст.)

## Праці
Серед основних праць — монографія «Російська демократична інтелігенція й українське національне відродження (кін. XVIII-поч. XX ст.)» (К., 2002), статті: «Формування суспільного світогляду як напрям сучасної політики української держави» (Історичний журнал, 2008. — № 2), «Світогляд української еліти другої половини XVIII ст.: суспільні парадигми» (Історичний журнал, 2009. — № 2) та інші.
Основні роботи:
- Російська демократична інтелігенція та українське національне відродження (кін XVIII — поч. XX ст.). — К., 2002.
- Українська національна еліта XIX ст.: М. П. Драгоманов // Схід. — 1996. — № 2. — С.34-39.
- До історії видання українського перекладу Євангелія в 1906–1911 рр. (Листи О. Г. Лотоцького до О. О. Шахматова) // Архіви України. — 1999. — № 1-6. — С.35-47.
- Діяльність М. І. Пирогова як попечителя Одеського та Київського навчальних округів (1856–1861): сприяння культурному відродженню українців // Проблеми військової охорони здоров'я. Збірник наукових праць Української військово-медичної академії. — 1999. — Випуск 5. — С.569-572.
- Внесок російської демократичної інтелігенції в українське національне відродження кінця XVIII-початку XX ст. (історіографія проблеми) // Історіографічні дослідження в Україні/Відп. ред. Ю. А. Пінчук. — К.:НАН України. Інститут історії України, 2004. — Випуск 14. — С. 66-83.
- Молдавські походи українського козацтва як фактор зростання зовнішньополітичного впливу Запорозької Січі (остання чверть XVI ст.) // Вісник Київського міжнародного університету. Серія: Міжнародні відносини. — К.:КиМУ, 2003. С. 64-77.
- Опорна міць сучасного Китаю // Вісник Київського міжнародного університету. Серія: Міжнародні відносини. — К.:КиМУ, 2004. — С. 21-32.
- Цивілізаційний фактор у сучасних міжнародних відносинах та його вплив на формування зовнішньополітичної стратегії України // Архівознавство. Археографія. Джерелознавство: Міжвідомчий збірник наукових праць. — К., 2006. — Випуск 8. — С. 269–278.